# 聚楽
株式会社聚楽（じゅらく）は、東京都千代田区に本社を置く、レストラン・ホテルの運営を行う会社。加藤清二郎が1924年に創業。東京都内、とくに上野・神田周辺を中心に、レストランや外食店舗を展開するほか、伊東温泉や飯坂温泉など東日本を中心とした観光地でホテルを運営している。

## 概要
加藤清二郎が1924年（大正13年）3月10日に東京・神田須田町の一角で「須田町食堂」を開店したのが始まりである。
この店舗の開業当初は3銭・5銭・8銭の3プライス制を採用して「安くて早くてうまい」のキャッチフレーズを掲げた大衆食堂で、「簡易洋食」を標榜して気軽に洋食が楽しめる店として人気を集めた。
同年11月20日に東京・京橋に初の支店を出店したのを皮切りにチェーン展開を始め、1925年（大正14年）には日本橋・銀座・上野・浅草・神田駿河台にも出店し、1926年（大正15年）に神田淡路町に「神田須田町食堂総本部」を開設すると共に6店舗の出店を行った。
1931年（昭和6年）に東京帝国大学第一食堂を開店し、同年には伊豆の伊東・辰太に温泉旅館を開業した。
1934年（昭和9年）10月10日に東京市神田区淡路町2-9-2に資本金100万円で株式会社聚楽を設立し、同月に新宿駅前に地下2階・地上5階建て・延べ約800席の食堂デパート聚楽として日本初の食堂デパートを開業した。
同年には熱海の名門だった「樋口旅館」を買収し、後の富士屋ホテルの場所に熱海聚楽として温泉旅館を開業した。

1936年（昭和11年）3月10日に上野駅前に延べ約1,000席の食堂デパート京成聚楽を開業し、浅草公園にあった観光劇場を買収して1937年（昭和12年）秋には桃山風の絢爛豪華で大広間を持つ'延べ約1,000席の食堂デパート浅草聚楽を開業した。
この様な出店攻勢により、1938年（昭和13年）には須田町食堂28店・食堂デパート3店・家庭寮2店・専用食堂15店のレストラン48店舗と温泉旅館2軒の合計50店舗を構え、当時の日本では最大の食堂事業者となった。
同年5月1日に東京市神田区淡路町2-9-2に資本金45万円で大日本食堂株式会社を設立した。
1939年（昭和14年）に「花やしき」を買収し、
同年2月21日に「合資会社花やしき」から「合資会社浅草楽天地」に商号を変更して、「食堂遊園地浅草楽天地」として営業するようになった。
しかし、入場料に加えて飲食料を支払う営業形態が受け入れられず短期間で再び閉鎖となり、1941年（昭和16年）6月に松竹が出資する「合資会社花屋敷」の運営による劇場遊園地として再開した。
その後も出店を続けて1942年（昭和17年）には一般食堂35店舗と専用食堂54店舗の合計89店舗となり、第2次世界大戦中は軍需工場の食堂運営を主力として活動するようになり、1944年（昭和19年）1月11日に臨時資金調整法による認可を得て株式会社聚楽が大日本食堂株式会社を吸収合併し、大日本食堂株式会社に社名を変更した。
同年3月に熱海聚楽が類焼により全焼した。
しかし、空襲により大きな被害を受け、終戦時には、専用食堂は全店舗が被災して消滅し、一般食堂も5店舗を残すのみとなった。
だが、終戦直後から食堂・旅館の再建に取り組むと共に、食品製造や酒造、建築や木材加工などに進出するなど、急速な事業の復興・拡大を進めた。
ところが、ドッジラインの影響で新たに進出した事業が全て業績悪化に陥り、ドッジライン後も利益を上げていた食堂・観光部門も食糧管理法の影響で業績が悪化してしまった。
その結果、当時のグループ10社すべてが赤字となり、高利貸しからも借り入れるほどの経営難に陥り、大日本食堂株式会社が手形を不渡りとすることで元利などの支払いを停止した上で銀行などを訪問して支払猶予の了承を求めた。
そして、再建策として保有する不動産の売却を行う不動産部を設置し、浅草の不動産や熱海聚楽の焼け跡の富士屋ホテルへの売却を進めるなどし、1948年（昭和23年）と1949年（昭和24年）の2年間で約1億6000万円の資金を調達して高利貸しからの借金を管財して再建のめどをつけた。
1958年（昭和33年）の台風22号で伊東聚楽が被災して1階の客室と大風呂などが流出する大きな被害を受けた。
1959年（昭和34年）10月に上野公園の西郷隆盛像の下に延べ約600席の「じゅらくティーサロン」を開店し、同店は当時の日本最大の純喫茶と呼ばれた。
有限会社福島興産から飯坂温泉の名門旅館「角屋」を買収して1962年（昭和37年）4月8日に「飯坂ホテル聚楽」を開業した。
同月に資本金400万円で有限会社ホテル聚楽を設立した。
同年5月20日に水上温泉に「水上ホテル聚楽」を開業、同年6月に上越線での食堂車営業開始と同時に同線でビュッフェ営業と車内販売の営業を開始した。
1964年（昭和39年）10月に大日本食堂株式会社から再び株式会社聚楽社名を変更した。
1965年（昭和40年）8月に有限会社ホテル聚楽を株式会社ホテル聚楽に改組した。
1967年（昭和42年）8月に「飯坂ホテル聚楽」を大幅に増改築して新装開業した。
1968年（昭和43年）9月に株式会社ホテル聚楽が株式会社伊東ホテル聚楽を合併した。
1974年（昭和49年）10月1日に新宿聚楽を改装してじゅらくエイトとして新装開店した。
1981年（昭和56年）12月2日に旧本社の東京都千代田区神田淡路町2-9に「お茶の水ホテル聚楽」を開業した。

## 沿革
- 1924年（大正13年）

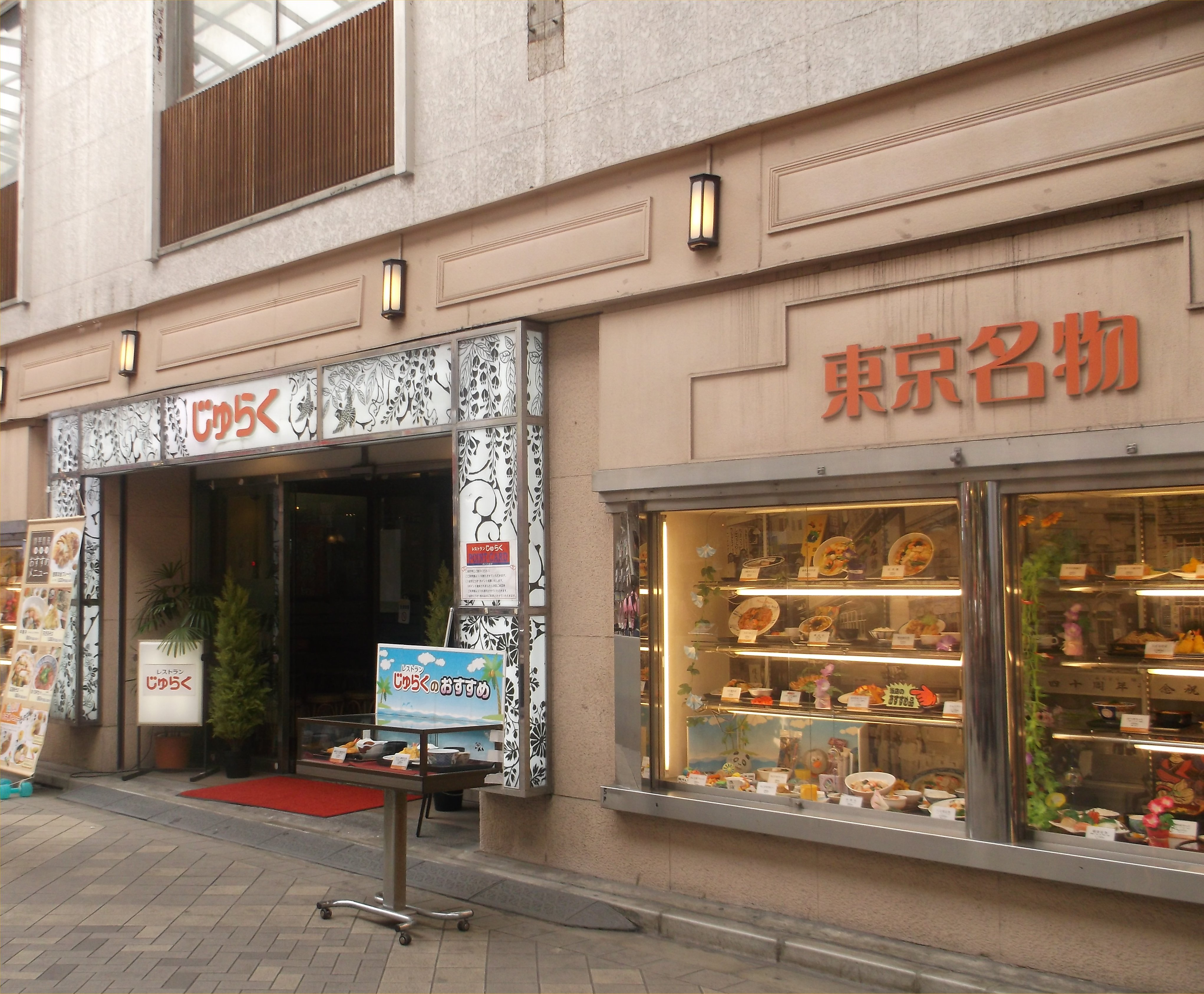
浅草じゅらく(レストラン)

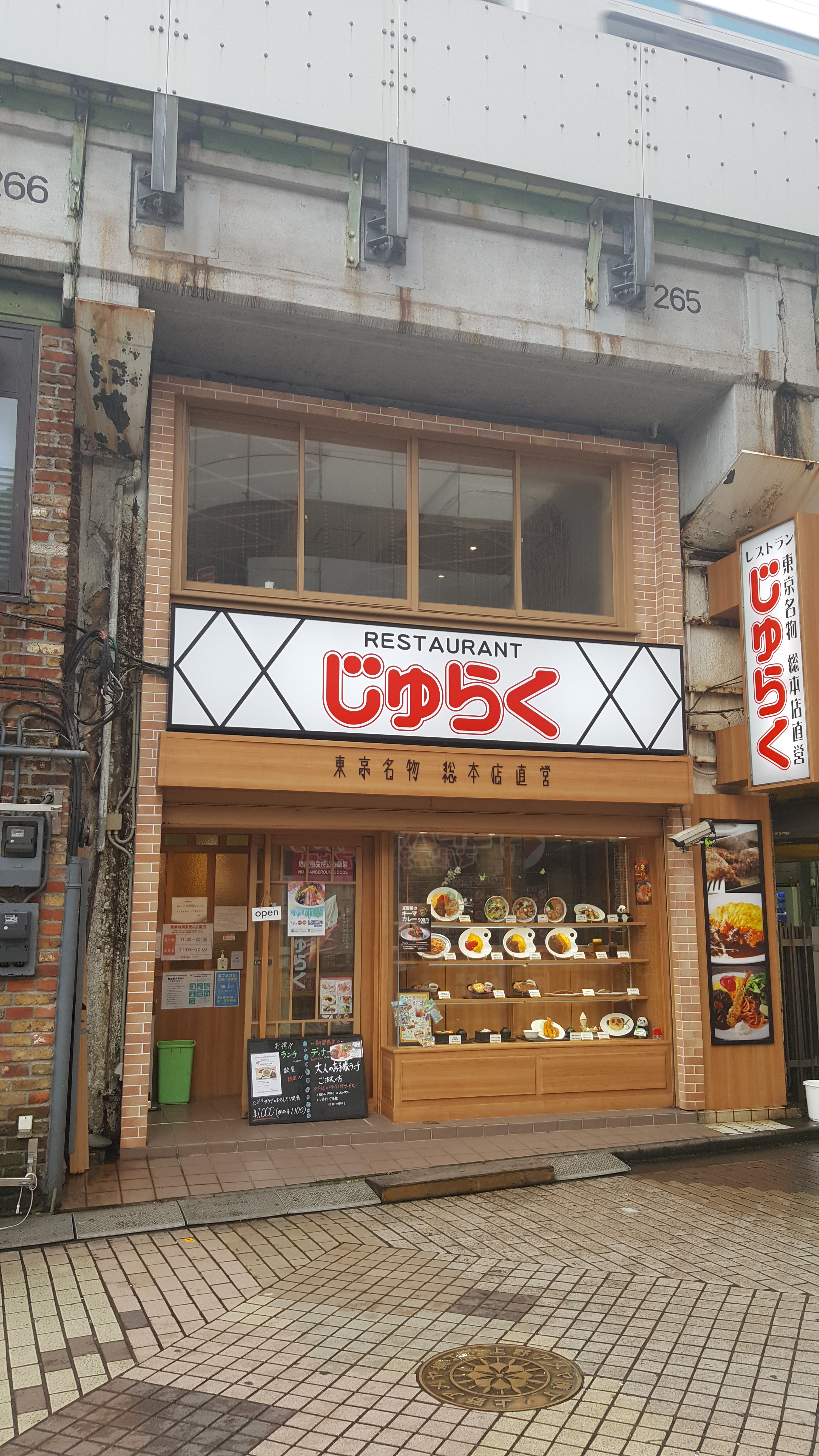
レストランじゅらく・上野店

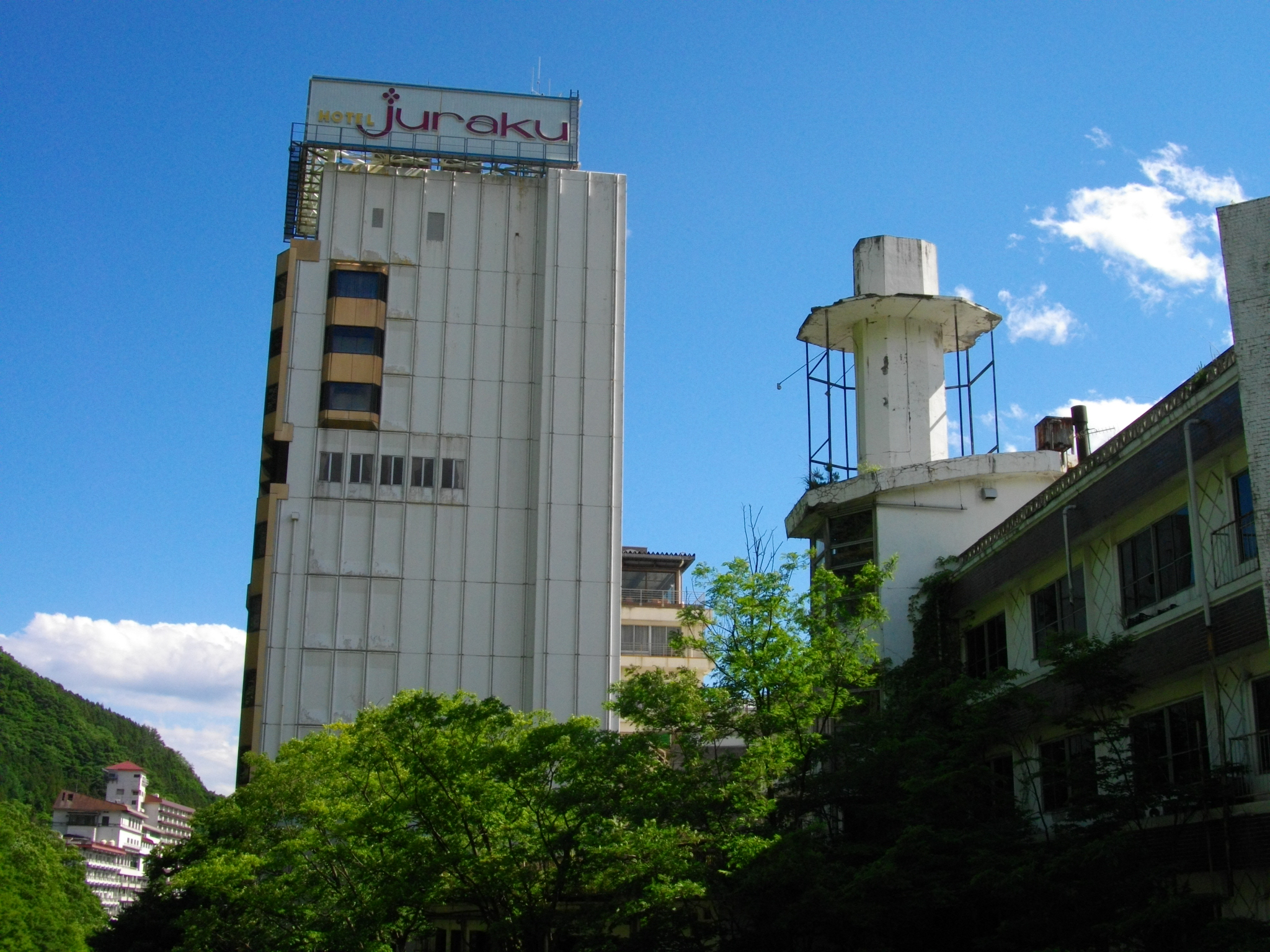
水上ホテル聚楽

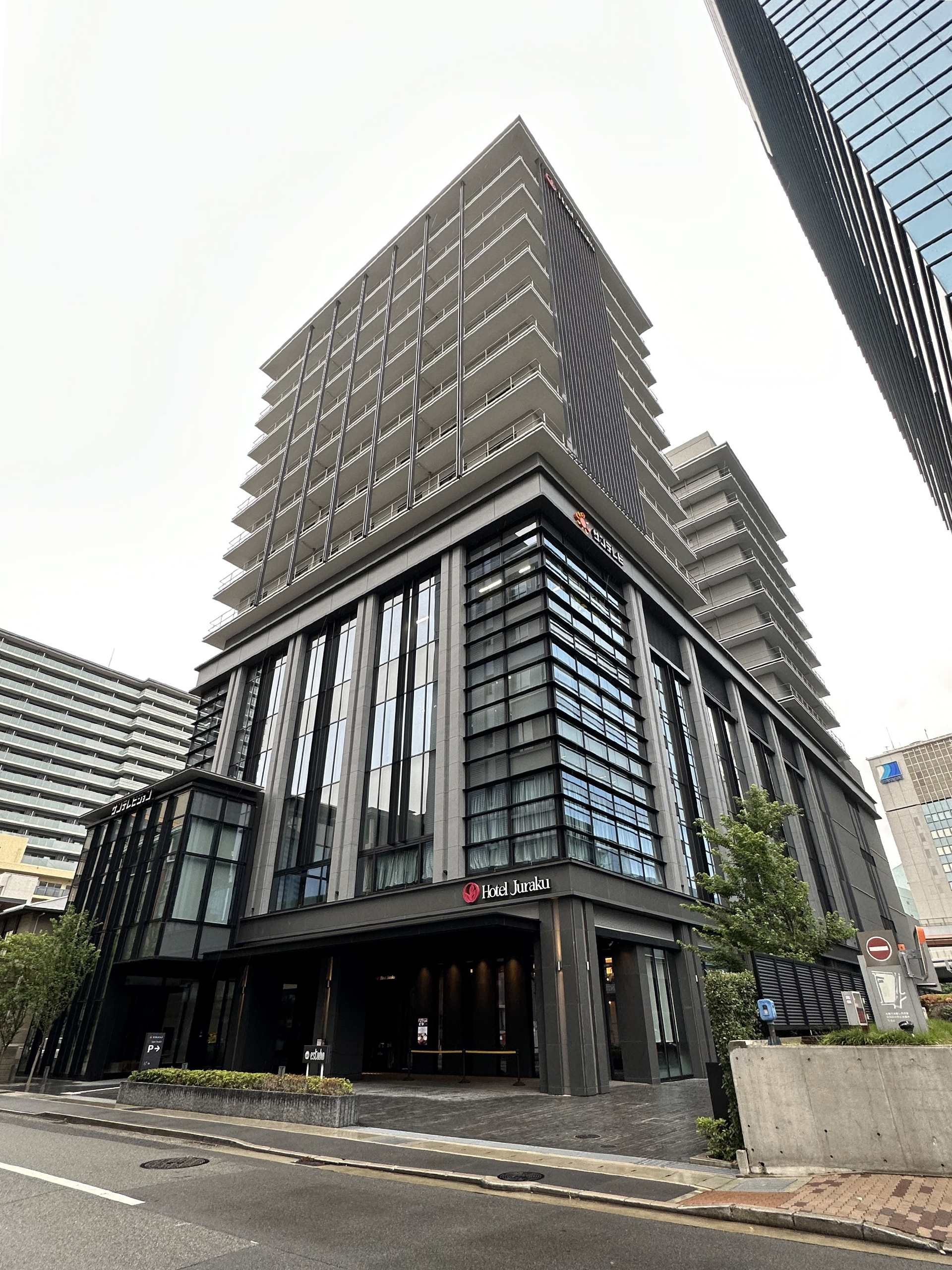
神戸ホテルジュラクがある神戸駅前JUSTスクエア

  - 3月10日 - 加藤清二郎が東京市神田区神田須田町の一角で「須田町食堂」を開店[2]。
  - 11月20日 - 東京・京橋に初の支店を出店したのを皮切りにチェーン展開を開始[5]。
- 1925年（大正14年） - 日本橋・銀座・上野・浅草・神田駿河台にも出店[5]。
- 1926年（大正15年） - 神田淡路町に「神田須田町食堂総本部」を開設[5]。
- 1931年（昭和6年） - 東京帝国大学第一食堂を開店し、伊豆の伊東・辰太に温泉旅館を開業[6]。
- 1934年（昭和9年）
  - 10月10日 - 東京市神田区淡路町2-9-2に資本金100万円で（初代）株式会社聚楽を設立[1]。
  - 10月 - 新宿駅前に食堂デパート聚楽として日本初の食堂デパートを開業[6]。
- 1936年（昭和11年）3月10日 - 上野駅前に食堂デパート京成聚楽を開業[6]。
- 1937年（昭和12年）秋 - 食堂デパート浅草聚楽を開業[10]。
- 1938年（昭和13年）
  - 5月1日 - 東京市神田区淡路町2-9-2に資本金45万円で（初代）大日本食堂株式会社を設立[13]。
  - 須田町食堂28店・食堂デパート3店・家庭寮2店・専用食堂15店のレストラン48店舗と温泉旅館2軒の合計50店舗を構え[11]、当時の日本では最大の食堂事業者となる[12]。
- 1939年（昭和14年）
  - 11月1日 - 東京市神田区淡路町2-9-2に資本金19万8000円で熱海聚楽株式会社 を設立[37]。
  - 2月21日[16] - 浅草の「花やしき」を買収し[14]、「合資会社花やしき」から「合資会社浅草楽天地」に商号を変更[16]。
  - 「食堂遊園地浅草楽天地」として営業開始[17]。
- 1941年（昭和16年）6月 - 浅草の「花やしき」が松竹が出資する「合資会社花屋敷」の運営による劇場遊園地として再開[17]。
- 1944年（昭和19年）
  - 1月11日 - 臨時資金調整法による認可を得て（初代）株式会社聚楽が（初代）大日本食堂株式会社を吸収合併し[19]、（2代目）大日本食堂株式会社に社名を変更[20]。
  - 3月 - 熱海聚楽が類焼により全焼[21]。
- 1945年（昭和20年） - 空襲により専用食堂全店舗が被災して消滅し、一般食堂も5店舗のみとなる[20]。
- 1956年（昭和31年）
  - 6月 - 株式会社湯原荘を買収し、水上温泉旅館湯原荘を継承[38]。
  - 10月 - 湯原荘を「水上聚楽」へ改称[38]。
- 1958年（昭和33年）
  - 4月15日 - 資本金3500万円で弥彦観光索道を設立[39]。
  - 4月18日 - 弥彦観光索道が[40]新潟県・弥彦山にてロープウェーを開設[41]。
  - 伊東聚楽が台風22号で被災し、1階の客室と大風呂などが流出[27]。
- 1959年（昭和34年）10月 - 上野公園の西郷隆盛像の下に「じゅらくティーサロン」を開店[28]。
- 1962年（昭和37年）
  - 3月 - 株式会社湯原荘を（初代）株式会社ホテル聚楽に商号を変更[38]。
  - 4月8日[31] - 飯坂温泉旅館角屋を買収し[42]、「飯坂ホテル聚楽」を開業[31]。
  - 4月 - 資本金400万円で[29]有限会社ホテル聚楽を設立[32]。
  - 5月20日[33] - 水上温泉に「水上ホテル聚楽」を開業[34]。
  - 6月 - 上越線での食堂車営業開始と同時に、同線でビュッフェ営業と車内販売の営業を開始[28]。
- 1964年（昭和39年）10月 - （2代目）大日本食堂株式会社が（2代目）株式会社聚楽に社名を変更[35]。
- 1965年（昭和40年）8月 - 有限会社ホテル聚楽を（2代目）株式会社ホテル聚楽に改組[29]。
- 1967年（昭和42年）8月 - 「飯坂ホテル聚楽」を大幅に増改築して新装開業[30]。
- 1968年（昭和43年）9月 - 株式会社ホテル聚楽が株式会社伊東ホテル聚楽を合併[32]。
- 1969年（昭和44年）8月 - 銀水荘を買収し、「水上ホテル聚楽別館」を開業[38]。
- 1974年（昭和49年）10月1日 - 新宿聚楽を改装してじゅらくエイトとして新装開店[4]。
- 1977年（昭和52年）- 弥彦観光索道が万座温泉の白根ホテル・白根荘を買収[43]。
- 1981年（昭和56年）12月2日 - 東京都千代田区神田淡路町2-9に「お茶の水ホテル聚楽」を開業[36]。
- 1986年（昭和61年）10月 - 仙台駅前の荘内銀行ビルに和風居酒屋「御酒印船 仙台店」を開店[44]。
- 1994年（平成6年）7月 - 世田谷区三軒茶屋にスペイン小皿料理店「エル·チャテオ」1号店を開店[45]。
- 2003年（平成15年）
  - （2代目）株式会社聚楽と（2代目）株式会社ホテル聚楽が合併、新会社「（3代目）株式会社聚楽」設立[広報 1]。
- 2010年（平成22年） - 「株式会社ワールドダイニング」を買収[広報 1]。
- 2015年（平成27年）
  - 「ジュラクステイ新潟」オープン[広報 1]。
- 2021年（令和3年）4月3日[46] - サンテレビジョンとの共同ビル神戸駅前JUSTスクエアに[47]「神戸ホテルジュラク」を開業[46]。

## 事業展開

### 飲食（直営）
- 須田町食堂 - 創業時からの大衆食堂[3]
- レストラン じゅらく - ファミリーレストラン[4]。
- びいどろ - パブ・スナック[48]。
- el Chateo エルチャテオ - スペイン小皿料理店[45]
- 酒亭じゅらく[48]
- 御酒印船 - 和風居酒屋[44]

### かつて存在した店舗

#### 第二次世界大戦前に存在した店舗

##### 須田町食堂
- 須田町店（神田区須田町4[49]須田町交差点際[50]、1924年（大正13年）3月10日開店[5]）

- 京橋店（京橋交差点脇[50]、1924年（大正13年）11月20日開店[5]）

京橋交差点から鍛冶橋方向へ向かって左手に出店していた。
- 日本橋店（日本橋区通1-4[52]白木屋向横町[50]、1925年（大正14年）2月開店[53]）

- 銀座店（京橋区銀座西3-2[54]（旧・京橋区尾張町1-21[55]）尾張町交差点脇[50]、1925年（大正14年）6月開店[53]）

1926年（大正15年）12月20日の火災で全焼した。
- 上野須田町食堂（東京都台東区上野4-10-8[57]（旧・下谷区上野広小路21[58]）、1925年（大正14年）8月開店[53]）

- 浅草店（台東区浅草新畑町4[59]浅草公園劇場前[50]、1925年（大正14年）9月開店[53]）

- 駿河台店（神田区小川町3-3[60]駿河台交差点脇[50]、1926年（大正15年）2月開店[53]）

- 水天宮店（日本橋区人形町1-14[61]水天宮前[50]、1926年（大正15年）11月開店[53]）

- 本郷店（本郷区本郷4-16[62]本郷三丁目交差点[50]、1927年（昭和2年）2月開店[53]）

- 神保町店（千代田区神田神保町1-5-3[59]（旧・通り神保町6番地[50]）、1927年（昭和2年）5月開店[53]）

- 亀沢町店（亀沢町交差点脇[50]、1927年（昭和2年）10月開店[53]）

- 神楽坂店（牛込神楽坂通[50]、1927年（昭和2年）11月開店[53]）

- 柳島店（本所区業平橋5-5[63]柳島終点[50]、1928年（昭和3年）2月開店[53]）

- 小伝馬町店（中央区日本橋小伝馬町2-2[64]、1928年（昭和3年）2月開店[53]）

- 上野駅前店（下谷区下谷町2-5[65]上野駅前ガード下[50]、1928年（昭和3年）5月開店[66]）

- 横浜店（横浜市中区長者町7-114[67]、1928年（昭和3年）5月開店[66][67]）

- 高橋店（深川西森下町[50]、1928年（昭和3年）12月開店[66]）

- 押上店（本所区向島押上215[68]京成電鉄押上駅前[50]、1929年（昭和4年）2月開店[66]）

- 緑町店（緑町5丁目三ツ目通[50]、1929年（昭和4年）4月開店[66]）

- 外手町店（外手町厩橋際[50]、1929年（昭和4年）8月開店[66]）

- 猿江店（深川区住吉町2-10-2[69]、1929年（昭和4年）9月開店[66]）

- 坂本店（坂本2丁目電停前[50]、1929年（昭和4年）11月開店[66]）

- 亀戸店（亀戸天神橋際[50]、1929年（昭和4年）12月開店[66]）

- 大森店（大森郵便局前[50]、1930年（昭和5年）4月開店[66]）

- 帝大構内店（文京区本郷富山町1[64]、1931年（昭和6年）9月開店[66] - 1973年（昭和48年）8月31日閉店[70]）

1930年（昭和5年）12月の食中毒から生じた業者追放運動の影響により運営が白木屋から当社に切り替えられる形で、法文2号館の地下に出店していが東大生協に譲渡する形で撤退した。
- 上野駅地下室店（台東区上野山下1[64]、1932年（昭和7年）4月5日開店[72]）

上野駅の地下室に明治製菓喫茶部と共に出店していた。
- 新宿家庭寮（新宿武蔵野館前[50]、1935年（昭和10年）12月開店[74]）

- 豊島園内店（練馬向山町[50]、1936年（昭和11年）4月開店[74]）

- 銀座家庭寮[75]

- 雷門店[75]

- 江東楽天地店（1938年（昭和13年）4月3日開店[76]）

##### 聚楽
- 新宿聚楽（新宿区角筈1-1[59]、1934年（昭和9年）10月開店[66]）

- 京成聚楽（東京都台東区上野4-10-8[77]、1936年（昭和11年）3月10日開店[78]）

開業時には、地下1階は京成上野駅出入り口で、1階が公共通路と案内所、2階が一般食堂、3階は回遊式即席料理店、4階が和食店、5階がフランス料理店となっていた。
- 聚楽浅草営業所（浅草区雷門2[79]）
- 浅草聚楽新館（浅草区浅草公園第六区[80]）

- 聚楽銀座営業所（京橋区銀座5[79]）

##### 専用食堂
- 白木屋店（白木屋店員食堂[50]、1932年（昭和7年）5月開店[74]）

- 不二食堂（東京府庁内[50]、1932年（昭和7年）8月開店[74]）

東京府庁舎の地階に出店していた。
- 東電構内食堂（川崎市堀川町72[50]、1933年（昭和8年）1月開店[74]）

- 永楽ビル専用食堂（丸ノ内永楽ビル[50]地階[74]、1934年（昭和9年）4月開店[74]）

- 新芝浦店（芝浦製作所構内[50]、1934年（昭和9年）11月開店[74]）

- 神奈川県庁内食堂（神奈川県庁地階[50]、1935年（昭和10年）4月開店[74]）

- 津上製作所構内食堂（蒲田区下丸子町[50]、1936年（昭和11年）4月開店[82]）

- 東洋精機構内食堂[75]

- 横河電機構内食堂[75]

- 講談社専用食堂[75]

- 警視庁内食堂[75]（警視庁5階[83]、1935年（昭和10年）頃開店[83] - 1943年（昭和18年）4月閉店[83]）

1941年（昭和16年）に経済警察部の設置に伴って店舗がその事務室に転用されて地下の厨房部分のみに縮小され、1943年（昭和18年）4月には自警会が当社の職員をそのまま継承して直営化した。
- 岩城硝子構内食堂[75]

- 東京電気無線内食堂[75]

- 鶴見造船製鉄構内食堂[75]

- 川崎マツダ食堂[84]

- 日本無線食堂[84]

- 中島飛行機食堂[84]

- 日本特殊鋼食堂[84]

- 小向工場食堂[84]

- 富士通信機食堂[84]

- 東京航空計器食堂[84]（川崎市木月220[85]）

- 日本製鋼所食堂[84]

- 田無工場食堂[84]

- 東京堂食堂[84]

- マツダ合金食堂[84]

- 東京合金食堂[84]

- 保谷専用食堂[84]

##### 旅館
- 辰太旅館（[50]、1931年（昭和6年）8月開店[66]）

- 熱海聚楽（静岡県田方郡熱海町熱海316[86]、1934年（昭和9年）10月開店[74]）

#### 第二次世界大戦後に開業した店舗

##### 飲食
- 聚楽台（東京都台東区上野公園1-57[57]） - 1959年（昭和34年）開店した約400席の平安朝風の大食堂[28]。
- メトロ聚楽（東京都台東区上野公園2[87]） - 上野駅の地下連絡通路内に[88]1957年（昭和32年）に開店したが[28]、1972年（昭和47年）9月に駅改良工事に伴う立ち退きにより閉店した[89]。
- 大日本食堂江東楽天地営業所（本所区江東橋4[80]）
- 酒場聚楽（東京都台東区下谷町2-5[87]） - 上野駅内ef name="japan-staff-record-1964-1093"/>。
- 池袋聚楽（東京都豊島区池袋1-15-2東武ホープセンター[57]）
- スナックヴィラ（東京都新宿区新宿3-38-1新宿ステーションビルディング[90]地下1階[91]）
- 聚楽飯店 - 中華料理店[48]
- 新潟駅聚楽（新潟市花園町1-1新潟駅名店デパート内[57]） - 1958年（昭和33年）開店[92]。
- 列車食堂新潟営業所（新潟市花園町1-3-2[57]）
- 福島駅聚楽 - 福島ステーションデパート2階[93]に1962年（昭和37年）に開店した[28]。
- コーヒー・スナックじゅらく - 福島駅前・トヨタビル地階[93]。

##### 旅館・その他
- 常盤楼 - 長岡市にあった割烹旅館[94]。
- 旅館聚楽 - 伊東温泉にあった旅館で[94]、1958年（昭和33年）の台風22号で被災して1階の客室と大風呂などが流出する大きな被害を受けた[27]。
- 渋谷聚楽（東京都渋谷区円山町3[95]） - 渋谷駅から徒歩5分の和室15室の旅館だった[95]。
- 聚楽エコーボウル（福島市飯坂町滝町27[96]）

### かつて存在した関連会社
- 合資会社浅草楽天地（1919年（大正8年）11月設立[97]、浅草区浅草公園第5区1[97]）
- 東京木工株式会社[98]
- 加藤水産株式会社[98]
- 加藤貿易株式会社[98]
- 千代田食品工業株式会社[98]
- 東京酒造株式会社[98]

- 株式会社ホテル聚楽（東京都千代田区神田淡路町2-9-2[32]、1965年（昭和40年）8月設立[32]）

1962年（昭和37年）4月に資本金400万円で有限会社ホテル聚楽を設立。1965年（昭和40年）8月に株式会社ホテル聚楽に改組して、1967年（昭和42年）8月に「飯坂ホテル聚楽」を大幅に増改築して新装開業し、1968年（昭和43年）9月に株式会社伊東ホテル聚楽を合併。
飯坂ホテル聚楽（福島県福島市飯坂町西滝ノ町27）と伊東ホテル聚楽（静岡県伊東市岡281）を運営していたが、白根ホテル・白根荘（群馬県吾妻郡嬬恋村大字干俣）も運営するようになった。
- 株式会社ホテル聚楽[100] → 株式会社水上ホテル聚楽[101]（群馬県利根郡水上町湯原665[100][101]、1952年（昭和27年）12月設立[100][101]）

1956年（昭和31年）6月に株式会社湯原荘を買収して水上温泉旅館湯原荘を継承し、同年10月に湯原荘を「水上聚楽」へ改称した後、1962年（昭和37年）3月に株式会社ホテル聚楽に商号を変更した。

## 関連会社
- 聚楽ティ・エス・エス
- 弥彦観光索道

## CM
1970年代から1980年代にかけてCM放送を行っていて、各地のホテル紹介と「遊びきれないホテルは聚楽」というCMソングの最後に、マリリン・モンローのそっくりさんスーザン・グリフィス（声は本家と同じく向井真理子が吹き替え）が出演して「じゅらくよ〜ん」というセリフがあり、話題を集めていた。

### 広報など1次資料
1. 1 2 3  “沿革”. 株式会社聚楽. 2020年10月6日閲覧。